# ألين ضد المفترس: قداسة
ألين ضد المفترس: قداسة (بالإنجليزية: Aliens vs. Predator: Requiem)‏ ، هي فيلم أمريكي من نوع أكشن، أنتجت عام 2007م.

## وصلات خارجية
- ألين ضد المفترس: قداسة على موقع IMDb (الإنجليزية)
- ألين ضد المفترس: قداسة على موقع ميتاكريتيك (الإنجليزية)
- ألين ضد المفترس: قداسة على موقع روتن توميتوز (الإنجليزية)
- ألين ضد المفترس: قداسة على موقع نتفليكس (الإنجليزية)
- ألين ضد المفترس: قداسة على موقع قاعدة بيانات الأفلام العربية
- ألين ضد المفترس: قداسة على موقع ألو سيني (الفرنسية)
- ألين ضد المفترس: قداسة على موقع Turner Classic Movies (الإنجليزية)
- ألين ضد المفترس: قداسة على موقع أول موفي (الإنجليزية)
- ألين ضد المفترس: قداسة على موقع بوكس أوفيس موجو (الإنجليزية)
- ألين ضد المفترس: قداسة على موقع فيلمافينيتي (الإسبانية)
- ألين ضد المفترس: قداسة على موقع أول موفي.